# 棕喉河乌
，是雀形目河乌科的一种鸟类。
棕喉河乌体重约37.6克，翼长约75.6毫米，嘴峰长约17.9毫米，喙宽度约3毫米，喙厚度约3.8毫米，跗蹠长约27.4毫米，尾长约43.8毫米。棕喉河乌在其分布区内为留鸟，其栖息在开放的河流环境中，食性为肉食性，主要食物来源是水生动物。
棕喉河乌分布于玻利维亚南部和阿根廷西北部的安第斯山脉地区。该物种是单型物种，没有亚种分化。